# Japanse yen

Koers JPY - US$ vanaf 1950

De Japanse yen (Japans: 円, "en") is de munteenheid van Japan. De yen wordt in het Latijns schrift afgekort tot ¥ (ANSI 0xA5, Unicode U+00A5), in het Japans gebruikt men de kanji 円.
Er zijn munten van 1, 5, 10, 50, 100 en 500 yen. De munten worden geslagen door de Japan Mint. En bankbiljetten van 1.000, 5.000, en 10.000 yen en een zelden gebruikt biljet van 2.000 yen.
In juli 2024 kwam een nieuwe serie bankbiljetten in omloop, ze worden elke 20 jaar vernieuwd mede om vervalsing te voorkomen.
Historisch werd de yen onderverdeeld in 100 sen (銭) en een sen weer in 10 rin (厘). In 1954 werden munten van deze eenheden uit het verkeer genomen.  

## Grote bedragen en Japanse taal
Door de verschillende manieren van tellen in Europa en Japan kan het moeilijk zijn om met een Japanner over grote bedragen te spreken. Waar men in Europa in duizenden en miljoenen praat (met 3 cijfers tegelijk), denkt men in Japan in groepen van 4 cijfers (myriaden). Als een niet-Japanner dus over 10 miljoen yen spreekt, zal een Japanner dit eerst moeten vertalen naar 1000 maal 10000 yen (of 1000万円 alvorens hij een gevoel kan krijgen voor de hoeveelheid geld.

## Geschiedenis
De Japanse yen werd ingevoerd door de Meiji-regering. Op 27 juni 1871 werd de wet die dit regelt ondertekend en nieuwe munten en bankbiljetten werden geïntroduceerd. De waarde van een yen was nagenoeg gelijk aan die van de dollar. De wet introduceerde ook het decimale gebruik voor de munten met yen (1, Japans: 圓), sen (1/100, 錢), en rin (1/1000, 厘). De waarde van de yen stond gelijk aan als 0,78 troy ounce (24,26 gram) puur zilver of 1,5 gram goud.
Diverse banken kregen het recht om geld uit te geven met staatsobligaties als zekerheid. Dit leidde tot overmatige geldcreatie met hoge inflatie tot gevolg. In 1882 werd de centrale bank van Japan opgericht met het alleenrecht om geld uit te geven. In 1885 werd de zilveren standaard ingevoerd en deze bleef 11 jaar van kracht.
De prijs van zilver begon na 1870 aan een gestage daling die decennia aanhield. De waarde van de yen daalde ten opzichte van de Amerikaanse en de Canadese dollar, beide landen hanteerden de goudstandaard, en in 1897 was de yen nog maar ongeveer een halve dollar waard. In de zomer van dat jaar stapte Japan over op de gouden standaard. De waarde van de yen werd, via het goud, gelijkgesteld aan US$ 0,50. Deze wisselkoers bleef van kracht totdat Japan in december 1931 de goudstandaard verliet. De yen daalde in waarde en in juli 1932 was het zo'n US$ 0,30 waard, ondanks fluctuaties bleef deze koers redelijk stabiel tot de aanval op Pearl Harbor op 7 december 1941, toen het daalde naar US$ 0,23 ofwel 4,3 yen voor een dollar.
Tijdens en kort na de Tweede Wereldoorlog kampte het land met een torenhoge inflatie. In 1949 werd de wisselkoers van 360 yen per Amerikaanse dollar vastgesteld. Dit niveau werd vastgehouden tot 1971. In dat jaar kwam president Richard Nixon met nieuw beleid ter verdediging van de dollar. Het was niet meer mogelijk de dollar om te wisselen in goud. Een nieuwe overeenkomst, de Smithsonian Agreement, werd gesloten en de yen apprecieerde naar 308 per dollar. Deze afspraak hield minder dan een jaar stand en in 1973 begon de koers van de yen te zweven.
In 1976 liepen de overschotten op de Japanse handelsbalans op en Europa en de Verenigde Staten verlangden vrijwillige exportbeperkingen. Japan verminderde de uitvoer van kleurentelevisietoestellen en automobielen als voorbeelden. Deze beperkingen waren echter onvoldoende waardoor het handelsoverschot hoog bleef. Buitenlandse handelspartners streefden naar een appreciatie van de yen waarmee Japanse producten in het buitenland duurder zouden worden en de exportgroei afgeremd. In september 1985 werd het Plaza-akkoord gesloten. Als een gevolg hiervan apprecieerde de yen naar 125 yen per dollar aan het einde van 1987. Sindsdien schommelt de wisselkoers tussen 80 en 120 yen per dollar.
Door de stijging van de rente in de Verenigde Staten en Europa sinds maart 2022 is het het renteverschil ten opzichte van Japan sterk gestegen waardoor de yen minder waard is geworden. In maart 2024 bereikte de waarde van de yen een dieptepunt, nog nooit was de yen zo weinig waard sinds 1990.
| Jaar | Jaargemiddelde | Jaareinde | Jaar | Jaargemiddelde | Jaareinde | Jaar | Jaargemiddelde | Jaareinde |
| ---- | -------------- | --------- | ---- | -------------- | --------- | ---- | -------------- | --------- |
| 2000 | 107,77         | 114,90    | 2010 | 87,78          | 81,51     | 2020 | 106,78         | 103,33    |
| 2001 | 121,53         | 131,47    | 2011 | 79,81          | 77,57     | 2021 | 109,80         | 115,12    |
| 2002 | 125,31         | 119,37    | 2012 | 79,81          | 86,32     | 2022 | 131,38         | 132,14    |
| 2003 | 115,93         | 106,97    | 2013 | 97,63          | 105,37    | 2023 | 140,48         | 141,40    |
| 2004 | 108,18         | 103,78    | 2014 | 105,75         | 119,80    |      |                |           |
| 2005 | 110,16         | 117,48    | 2015 | 121,03         | 120,42    |      |                |           |
| 2006 | 116,31         | 118,92    | 2016 | 108,84         | 117,11    |      |                |           |
| 2007 | 117,76         | 113,12    | 2017 | 112,16         | 112,65    |      |                |           |
| 2008 | 103,37         | 90,28     | 2018 | 110,39         | 110,40    |      |                |           |
| 2009 | 93,54          | 92,13     | 2019 | 109,01         | 109,15    |      |                |           |